# كارل هوفمان (أستاذ جامعي)
كارل هوفمان (بالألمانية: Karl Hoffmann)‏ هو فقيه لغة ألماني، ولد في 26 فبراير 1915 في هوف في ألمانيا، وتوفي في 21 مايو 1996 في إرلنغن في ألمانيا.